# Schuller (Unternehmen)
Die Schuller GmbH ist ein 1896 gegründetes, aus dem Glaswerk Schuller hervorgegangenes Unternehmen für die Produktion von Glasfasern. Der Hauptsitz befindet sich in Wertheim im Main-Tauber-Kreis in Baden-Württemberg. Ein weiterer Standort besteht in Steinach (Thüringen). Das Unternehmen gehört als Tochterunternehmen der Johns Manville Europe GmbH zur Berkshire Hathaway Gruppe.

## Geschichte

### 1896–1945
Am 16. September 1896 erfolgte die Gründung durch Joseph Schuller und seinem Sohn Hermann Schuller unter dem Namen Glashütte in Haselbach, Thüringen. Die ersten Produktionsgüter umfassten Glasröhren und Glasmärbel, die im Handziehverfahren gefertigt wurden. Nach dem Tode des Vaters im Jahre 1902 übernahm Gustav Schuller, der Bruder von Hermann Schuller, die Unternehmensleitung. Durch permanente Investitionen in neue Anlagen, die auch mit einer Verbesserungen der Arbeitsbedingungen einhergingen, vergrößerte sich der Export rapide. Im Zuge der der Industrialisierung wurde 1913 eine zweite Glashütte zur Fertigung von Spezialgläsern gebaut.
Mit Beginn des Ersten Weltkrieges verlor die Glashütte an Exportgeschäften. durch den steigenden Inlandsbedarf kam es in der folgenden Zeit zu immer neuen Weiterentwicklungen in den Produktionstechniken – beispielsweise das Vertikalziehverfahren – und dem Kauf von Maschinen. 1926 übernahm Werner Schuller, der Sohn von Hermann Schuller, die Leitung und firmierte das Unternehmen zur Glasfabrik Wernerhütte um. Mit dem Umbau von Hafen- zu Wannenöfen wurde die vollkontinuierliche Fertigung ermöglicht. Ein Jahr später begann die Entwicklung einer spinnbaren Glasfaser, die Geburtsstunde der Textilfaser.
Im Jahre 1938 wurde das Stabziehverfahren zum Stabtrommelziehverfahren ausgebaut, um Textilglas herzustellen. Ein Jahr später entstand ein neues Glasfaserzweigwerk in Coburg, Bayern. 1941 gründete Werner Schuller die Faser-Industrie GmbH in Mülhausen im Elsass, welche jedoch während des Zweiten Weltkrieges zerstört wurde. Zu diesem Zeitpunkt befand sich das Unternehmen Schuller an einem Tiefpunkt. Im Hauptwerk in Haselbach entwickelte man zu dieser Zeit das Verfahren zur Erzeugung von Glasstapelfaservorgarn. Nach Ende des Zweiten Weltkrieges besetzte die Sowjetunion die Region Haselbach.

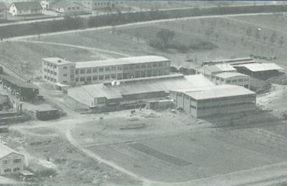
Werk Wertheim, 1952

### 1946–1970
1946 enteignete die Sowjetische Militäradministration in Deutschland die Glasfabrik Wernerhütte. Ein Jahr darauf wurde die Glaswerk Schuller GmbH in Coburg gegründet, die in den folgenden Jahren Glasstapelfaservorgarn und Christbaumschmuck produzierte. Die Textilglasproduktion verdrängte einige Jahre später die Fertigung von Weihnachtsschmuck. 1948 wurden erstmals Versuche zur Herstellung von Glasvlies aufgenommen und zwei Jahre später lief die Glasvliesproduktion an.
Im Jahre 1951 trat Wolfgang Schuller, Sohn von Werner Schuller, in die Firma ein. Ein Jahr darauf begann der Bau des Werkes in Wertheim, Baden-Württemberg, da sich die Produktionsstätte in Coburg als zu klein erwies. 1953 nahm der Wertheimer Standort die Produktion von Glasvlies und Glasfaservorgarn auf. Im Jahre 1954 gründete das Glaswerk Schuller die Peace River Glass Company Ltd. in Kanada und stellte in diesem Jahr erstmals Kontakt zur amerikanischen Firma Johns Manville her. Im selben Jahr wurde eine weitere Vliesanlage in Betrieb genommen, damit der steigende Weltmarktbedarf gedeckt werden konnte, welchem Schuller nahezu alleine gerecht werden musste. Noch 1955 wurde die Produktionsstätte in Wertheim weiter ausgebaut. Von 1963 bis 1976 war Wolfgang J. Wegmann Geschäftsführer des Glaswerks in Wertheim. 1966 lieferte das Glaswerk Schuller eine Glasvliesanlage an Johns Manville in die USA.

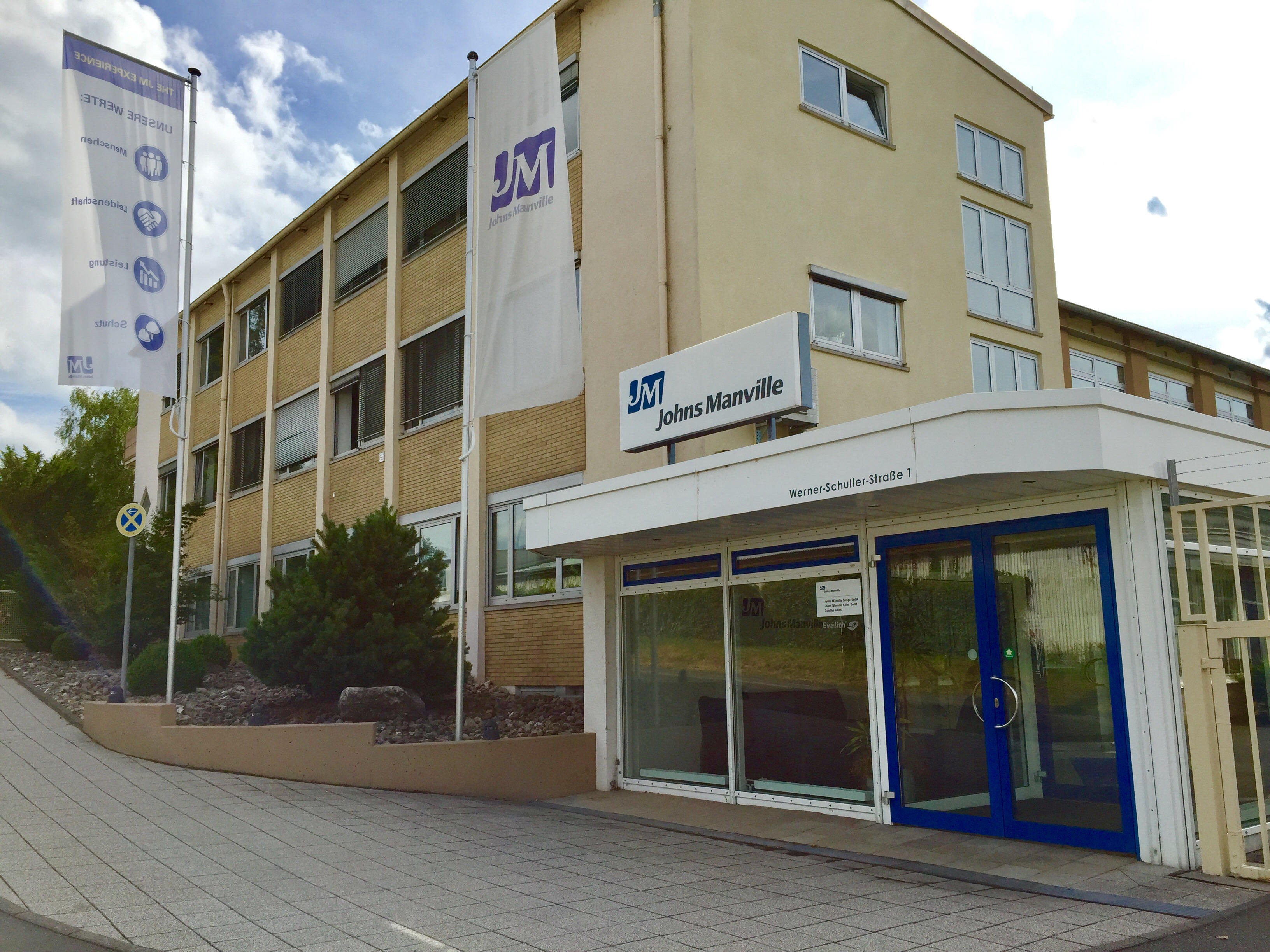
Besuchereingang Werk Wertheim, 2017

Ein Jahr darauf entwickelte sich das Glaswerk Schuller zum Marktführer in der Bundesrepublik Deutschland und in Skandinavien im Bereich Bitumen-Dachbahnen. 1968 wurde die erste Nassvliesanlage in Wertheim in Betrieb genommen. In den folgenden Jahren entstand im Glaswerk Schuller das weltweit erste Glasvlies für die Bodenbelagindustrie. In einem neuen Zweigwerk in Karlstein am Main, Aschaffenburg nahm das Unternehmen die Nassvliesproduktion auf.

### Ab 1971
Im Jahre 1971 wurde die Coburger Produktion letztendlich komplett nach Wertheim verlagert. Im selben Jahr übernahm die Johns Manville Corporation, Denver, USA die Mehrheitsanteile der Firma. Durch die Übernahme des amerikanischen Unternehmens erlangte die Schuller GmbH international an Bekanntheit.

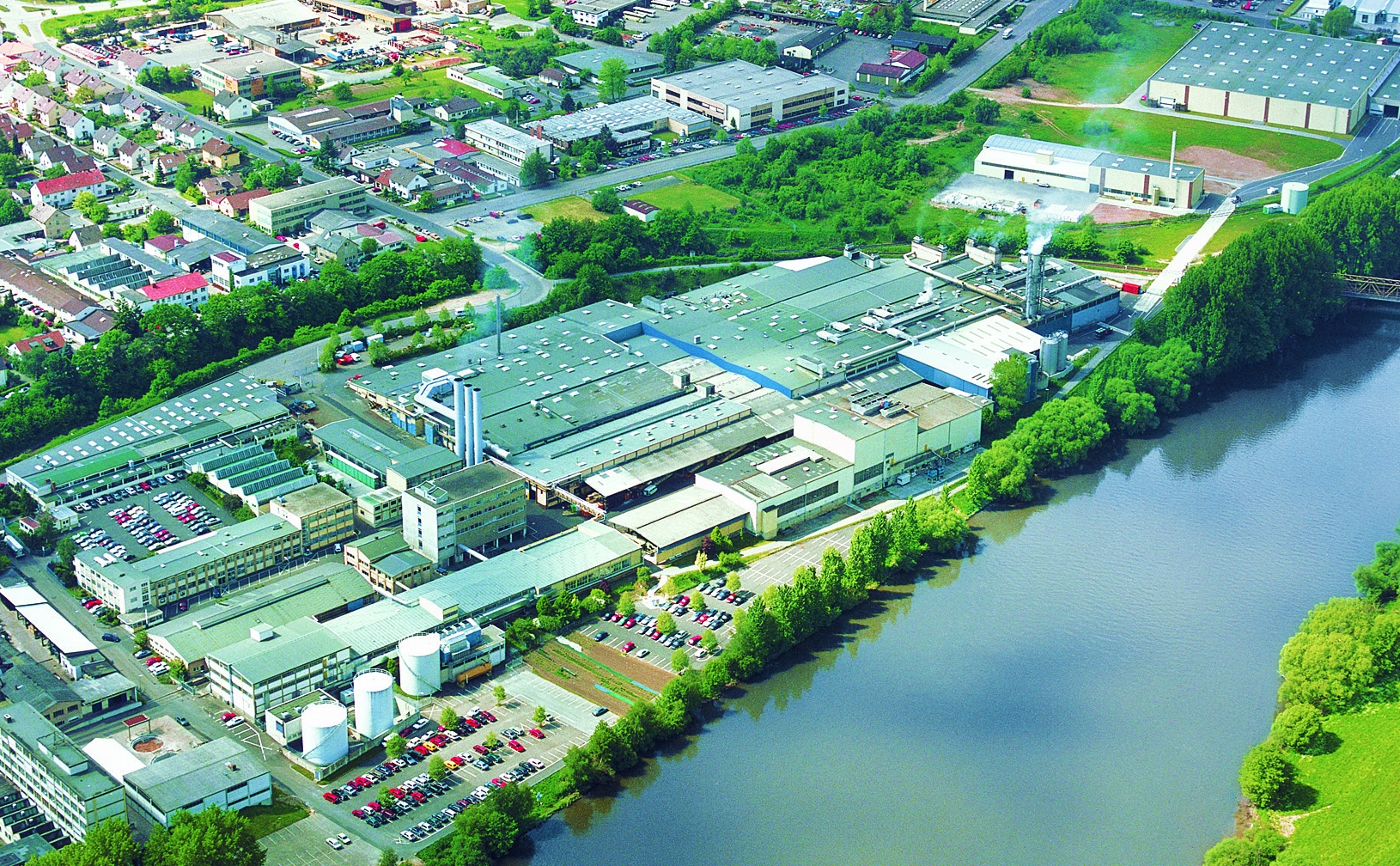
Luftbildaufnahme Werk Wertheim, 2016

Ein Jahr danach wurde in Wertheim eine Glashütte in Betrieb genommen, die ab diesem Zeitpunkt für eine eigene Rohstoffversorgung in Form von Glaspellets sorgte. Im selben Jahr lieferte die Glashütte Schuller GmbH eine 3,70 Meter breite Nassvliesanlage an die Muttergesellschaft nach Denver. Als erste Firma weltweit ging die Schuller GmbH 1977 mit einer 4 Meter breiten Glasvliesproduktion an den Markt, welche einige Jahre später um eine Vliesveredelungs- und Beschichtungsmaschine erweitert wurde. Im Jahre 1978 ersetzten unter dem Geschäftsführer Paul F. Hahmann (* 1938) Elektrowannen die Wannenöfen in Wertheim.
Zehn Jahre später lief die Glasnadelmattenproduktionsanlage in Wertheim an. Des Weiteren wurde 1933 ein Standort in Steinach (Thüringen) eröffnet sowie ein Jahr später C-Glas-Roving entwickelt.
Im Jahre 2001 übernahm Warren Buffett mit der Berkshire Hathaway Company die Johns Manville Company, zu welcher die Schuller GmbH gehört. Kurz darauf errichtete das Unternehmen Mikroglasfaservliesanlagen in Wertheim zur Herstellung von Filtermaterialien. Eine neue (Mikroglasfaservlies-)Anlage wurde 2015 genehmigt und der Bau begann. Die Fertigstellung und Einweihung fand Mitte 2016 statt. Bis Ende 2017 wird eine Glas-Vliesanlage modernisiert.